# 蘭陽技術學院
蘭陽技術學院位於臺灣宜蘭縣頭城鎮，簡稱蘭陽學院，創立於1966年3月29日，時名為「復興工業專科學校」；1983年8月1日，改為「復興工商專科學校」；2001年8月1日改制為「蘭陽技術學院」並附設專科部，2003年成立附設進修專校及進修學院。
2021年（110學年度），因少子化向教育部申請停招並關閉部分科系。2022年再申請停辦。

## 學校沿革
- 1966年 復興工業專科學校創校。僅設化學工程科、土木工程科、陶瓷工程科，同年增設建築工程科
- 1967年 增設印刷工程科
- 1971年 增設電機工程科，設置二年制夜間部化工、土木兩科。
- 1974年 增設機械工程科。
- 1983年 增設國際貿易科、會計統計科後更名為「私立復興工商專科學校」。
- 1988年 增設二年制日夜間部國貿科
- 1990年 電子科改制為二專
- 1992年 增設夜二專會統科。
- 1994年 增設二專會統科，五專資訊管理科，化工科更名為環境工程 科。
- 1996年 增設二專夜間部資訊管理科，增設應用外語科（英文組），機械科更名為自動化工程科。
- 1997年 成立附設進修專科學校，會統科更名為會計科。
- 1998年 增設二專日間部資訊管理科。
- 2001年 改制為「蘭陽技術學院」設有環境工程系、電子工程系、自動化工程系；附設專科部設有環境工程科、土木科、建築科、電子工程科、自動化工程科、國際貿易科、會計科、資訊管理科、應用外語科。
- 2002年 增設土木、資訊管理二系。
- 2003年 會計科更名為財務金融科，並增設建築工程系、國際貿易系、財務金融系。
- 2004年 增設應用外語系、健康休閒管理系。停招五專部建築工程科。
- 2005年 增設光電工程系、土木系更名為電腦應用工程系、環境工程系更名為環境與安全衛生工程系、建築工程系改名建築系。
- 2006年 復招五專部建築科。
- 2007年 環境與安全衛生工程系更名為化妝品應用系、國際貿易系更名為國際企業經營系。
- 2008年 電子工程系及光電工程系合併為電子與光電應用系。
- 2010年 新設資訊管理系數位動畫設計組、健康休閒管理系餐旅組。自動化工程系更名為創意產品科技應用系、電子與光電應用系更名為數位生活創意系、國際企業經營系更名為行銷與流通管理系、財務金融系更名為理財與保險管理系。
- 2013年 停招行銷與流通管理系、理財與保險管理系。
- 2014年 取消商業管理學群、休閒科技學群、創意設計學群之架構，科系大幅度調整：增設餐旅管理系、觀光旅遊系、時尚美容設計系、室內設計系、數位行銷系。創意產品科技應用系、電腦應用工程系及數位生活創意系合併為機電工程系。健康休閒管理系取消餐旅組；資訊管理系取消數位動畫設計組。停招建築系、化妝品應用系、應用外語系、資訊管理系。
- 2017年 經教育部核准106學年日間部四技全面單獨招生。
- 2018年 室內設計系改名建築與室內設計系。同年年底，因少子化影響，宣布自108學年度起，停招建築與室內設計系、健康休閒管理系、機電工程系、時尚美容設計系、數位行銷系、觀光旅遊系等6系的所有學制，僅餐旅管理系（含日間部四技、五專和進修學院二技）招收新生，但在校生皆以原系科畢業為原則，入學時的減免及獎勵均不變。
- 2019年 自108學年度起，僅餐旅管理系（含日間部四技、五專和進修學院二技）招收新生，其餘科系停招，直到原在校生全數畢業，該科系即走入歷史。
- 2021年，自110學年度起，因少子女化影響、校地處偏鄉，難以永續辦學，學校決定自110學年起停招。[4]
- 2022年，自111學年度起申請全面停辦，獲教育部同意，現有學生輔導轉學。

## 校訓
校訓：忠勤誠樸

## 歷任董事長
| 任別         | 姓名   | 任期                |
| ------------ | ------ | ------------------- |
| 第一任董事長 | 林才添 | 55.02.08-78.11.13   |
| 第二任董事長 | 漆高儒 | 79.05.25-81.08.02   |
| 第三任董事長 | 李鴻超 | 81.08.03-84.07.13   |
| 第四任董事長 | 殷武義 | 84.07.14-85.01.06   |
| 第五任董事長 | 賴翰霆 | 85.01.17-89.04.30   |
| 第六任董事長 | 賴漢松 | 89.05.01-89.09.16   |
| 第七任董事長 | 劉石純 | 89.09.17 -114.09.28 |

## 歷任校長
| 任別     | 姓名   | 任期              |
| -------- | ------ | ----------------- |
| 第一任   | 黃寶瑜 | 55.3.3-61.11.5    |
| 第二任   | 馮治安 | 61.11.6-80.12.5   |
| 第三任   | 馮國宏 | 83.4.25-85.1.1    |
| 第四任   | 魏文雄 | 85.1.25-91.8.31   |
| 第五任   | 林昇平 | 91.9.1-95.7.31    |
| 第六任   | 陳秀櫻 | 95.10.19-101.7.31 |
| 第七任   | 林江龍 | 101/08～103/08    |
| 代理校長 | 周旻德 | 103/09～104/01    |
| 第八任   | 林淑莉 | 104/02～109/01    |
| 代理校長 | 王全祿 | 109/02～109/07    |
| 第九任   | 翁順裕 | 109/08~110/07     |
| 代理校長 | 王全祿 | 110/08~112/04/06  |
| 代理校長 | 廖東成 | 112/04/07~迄今.   |

## 教學單位
110學年度
- 建築與室內設計系(科)--大四、五專四~五
- 健康休閒管理系(科)--大四、五專四~五
- 機電工程系(科)--大四、五專四~五
- 時尚美容設計系(科)--大四、五專四~五
- 數位行銷系--大四
- 觀光旅遊系(科)--大四、五專四~五
- 餐旅管理系(科)--大二~四、進大四、五專二~五

111學年度起申請停辦，獲教育部核准通過，現有在校生輔導轉學

## 社團
目前蘭陽技術學院擁有26個社團，17個自治團體。
- 一、學術性：彩妝社、文藝研究社、綠生活研習社、中餐技藝社
- 二、學藝性：花漾咖啡社、動漫研習社 、蘭陽藝陣社、烏克麗麗社、創意氣球社、話劇社
- 三、服務性：親善大使團、慈青社、小天使急救社、蘭陽崇德志工社、蘭陽紫錐花志工社
- 四、康樂性：登山社 、熱舞社 、熱音社、康輔社
- 五、體能性：蘭陽鐵馬社、羽球社、衝浪社、跆拳社、籃球社、生存遊戲社
- 六、綜合性社團：雅歌社

## 交通
地處偏遠，需開車抵達。

## 傑出校友

### 政府職務
- 林姿妙	宜蘭縣縣長，前羅東鎮長
- 江聰淵	宜蘭縣宜蘭市市長
- 陳秀暖	前宜蘭縣頭城鎮鎮長
- 陳成功	宜蘭縣大同鄉鄉長
- 陳福山	宜蘭縣縣議員（壯圍）
- 陳漢鍾	宜蘭縣縣議員（羅東）
- 張明華	宜蘭縣縣議員（五結）
- 張秋明	宜蘭縣縣議員（冬山）
- 謝燦輝	宜蘭縣縣議員  ( 冬山 )
- 陳俊宇	宜蘭縣縣議員（員山）
- 蔡文益	前宜蘭縣縣議員，頭城鎮代理鎮長，頭城鎮長
- 陳鴻禧	宜蘭縣縣議員（羅東）
- 李孟潔	宜蘭市民代表
- 吳淑貞	宜蘭縣蘇澳鎮民代表
- 鄒春龍	宜蘭縣五結鄉民代表
- 詹旺彬	壯圍鄉鄉民代表主席
- 陳正達	宜蘭市進士里里長
- 楊德源  宜蘭市擺厘里里長
- 林吉雄	宜蘭市東村里里長
- 林承蔡	宜蘭市南門里里長
- 黃朝明	宜蘭縣礁溪鄉匏崙村村長
- 彭正賢	宜蘭縣三星鄉集慶村村長
- 李兆鋒	宜蘭縣政府建設處處長
- 許南山	臺灣宜蘭農田水利會會長
- 張翊軍	宜蘭市主任秘書
- 邱永裕 宜蘭縣二十全黨代表聯誼會總幹事
- 陳肇宏  花蓮勝安發展協會理事長

### 娛樂業界
- 黃富強	滿星蝶花園
- 李佩玲	長榮鳳凰酒店休閒遊憩部副主任
- 劉厚漢	新港澳休閒農業區導覽專家
- 林惠琪	琚珈藍色海洋渡假屋執行長

### 企業界
- 廖大鈞	聯強三星店擔任負責人
- 黃平璋	怡盛集團董事長
- 劉瓊鎂	宜蘭餅食品公司負責人
- 陳守源	大中工程管理顧問公司董事長
- 黃以建	美商Palpilot副總裁
- 蘇宏明	宜蘭囝仔活動企劃顧問有限公司總經理
- 吳文欽	德麥食品廠總經理
- 林鋒榮	美格力生物科技有限公司
- 蔡志平	波麗開發有限公司
- 許秋田	飛鴻肥料股份有限公司
- 李宏展	耐煜股份有限公司
- 張漢東	台灣中油宜蘭行銷服務中心董事長祕書
- 蘇雅頌	喬信物業董事長
- 李俊龍	中興保全經理
- 陳錠金	蘭陽資訊網
- 陳守原	大中工程管理顧問
- 吳振豐	格浩科技有限公司
- 廖大均	聯強國際通訊
- 張智玲	貫祥有限公司負責人
- 李旺全	全心企業有限公司
- 李恬熙 中信房屋總經理
- 張家瑜	探奇網路行銷有限公司總經理
- 游本桓	鼎鑫自動化有限公司負責人
- 陳威志 威昇鋼鐵有限公司董事長
- 江永傑 隆昇資訊社負責人
- 林中弘 緯來撞球場負責人
- 王英凱 基隆客運駕駛員

### 教育界
- 鄧玉玲	戶外生活文教基金會
- 陳怡佳 耕莘專校化妝品應用與管理科主任

### 體育界
- 江巧瑜	中華民國飛行傘國手

### 建築界
- 林接龍	新櫃室內裝修設計負責人
- 羅志鑑	羅志鑑建築師事務所負責人
- 吳樺樹	紘偉室內裝潢設計專案經理
- 劉志鵬	愛凡達建設總經理
- 吳劍森  三曜建設股份有限公司董事長
- 王開敏  艾萊克室內裝修設計工程負責人

### 演藝界
- 陳泰翔	亂彈阿翔演員、歌手樂團亂彈前成員
- 竇智孔(短暫念過應用外語科) 演員`歌手
- 馬秀杏	歌手「大女孩」成員
- 賴勛彪 龍兄虎弟製作人
- 陳柏宇	冰海文創國際 製作人/導演
- 游家瑋(游小白) 演員
- 楊曜任 華林映像工場/導演

### 藝術界
- 林國基	邁基時尚股份有限公司設計總監
- 陳嘉鴻	IS國際設計師
- 楊門	楊門藝術中心創辦人

## 外部連結
- 蘭陽技術學院 （页面存档备份，存于）
- 蘭陽技術學院的Facebook專頁粉絲
- 臺灣大專院校退場
- 大專校院校務資訊公開平台（页面存档备份，存于）
- YouTube上的蘭院教學頻道頻道
- YouTube上的蘭陽頻道頻道